# Харфанти, Мария
Мария Харфанти (англ. Maria Harfanti; род. 20 января 1992, Джокьякарта, Индонезия) — индонезийская модель и общественный деятель. Представляла страну на Мисс Мира 2015. 

## Биография
Окончила в степени магистра Университет Индонезия.
Во время учёбы в Университет Трисакти, она была активисткой в нескольких организациях, таких как AIESEC и Himpunan Mahasiswa. В 2012 году она была отправлена, чтобы учить детей в материковом Китае в рамках глобальной программы развития. Нравятся общественные работы, она также была одной из лучших студенток в университете.
Любит петь и играет на пианино.

### Мисс Индонезия 2015
Представляла Джокьякарта и стала первой представительной, которая была коронована титулом Мисс Индонезия 16 февраля 2015 года, в Hall D2 Jakarta International Expo, Джакарта. Кроме того, она была награждена титулом Beauty with A Purpose 

### Мисс Мира 2015
Представляла страну на 65-м конкурсе красоты Мисс Мира 2015. Стала 2-й Вице Мисс и стала победительницей Континентальной Королевой красоты среди стран Азии.